# نيفيل وايتهيد
نيفيل وايتهيد (بالإنجليزية: Neville Whitehead)‏ هو عازف جاز نيوزيلندي، ولد في 1950.

## روابط خارجية
- نيفيل وايتهيد على موقع أول ميوزيك (الإنجليزية)
- نيفيل وايتهيد على موقع ديسكوغز (الإنجليزية)